# Giải bóng đá Hạng Nhất Quốc gia 2010
Giải bóng đá Hạng Nhất Quốc gia 2010 hay Giải bóng đá Hạng Nhất Quốc gia 2010 - Cúp Tôn Hoa Sen (theo tên nhà tài trợ) diễn ra từ 29 tháng 1 đến 21 tháng 8 năm 2010.

## Thay đổi trước mùa giải
Danh sách các đội bóng có sự thay đổi so với mùa giải 2009:
| Xuống hạng từ V-League 2009 - Thành phố Hồ Chí Minh[a] Thăng hạng từ Giải hạng nhì 2009 - TDC Bình Dương - Viettel | Thăng hạng lên V-League 2010 - XM The Vissai Ninh Bình - Hoà Phát Hà Nội Xuống hạng Giải hạng nhì 2010 - Sài Gòn United - Sách Thành Nghĩa Quảng Ngãi[b] |

^[a] Thanh Hoá (bét bảng) cũng xuống hạng, tuy nhiên UBND tỉnh Thanh Hoá đã mua lại suất chơi của Thể Công và lập Lam Sơn Thanh Hóa, đồng thời sáp nhập đội Thanh Hoá (cũ) này vào nên chỉ còn một đội xuống hạng.
^[b] Sách Thành Nghĩa Quảng Ngãi tự ý bỏ trận ở vòng 22 do bất đồng ý kiến với trọng tài nên bị BTC xử loại khỏi giải. Lúc này, đội cũng đang đứng bét bảng.

### Sự thay đổi tên gọi
So với mùa giải trước, một số câu lạc bộ thay đổi nhà tài trợ nên thay đổi tên gọi:
- An Đô-An Giang bỏ tên nhà tài trợ thành An Giang.
- Bình Định đổi tên thành SQC Bình Định (SQC: Công ty cổ phần khoáng sản Sài Gòn - Quy Nhơn).
- Giày Thành Công-Tây Ninh bỏ tên nhà tài trợ, chỉ còn là Tây Ninh.
- Tôn Phước Khanh Tiền Giang đổi tên thành Hải Nhân Tiền Giang.
- Nhựa Hoa Sen-Quảng Nam bỏ tên nhà tài trợ thành Quảng Nam, trước khi thay đổi lần nữa ở vòng 14 thành Quảng Nam Xuân Thành.[3]
- Trung tâm bóng đá Viettel thành Câu lạc bộ bóng đá Viettel gọi tắt là Viettel.
- Thành phố Cần Thơ đổi thành Xổ số kiến thiết Cần Thơ (XSKT Cần Thơ) kể từ giai đoạn 2 của giải[4]

## Thông tin về giải đấu

### Chuyên nghiệp hoá
- Ngày 19 tháng 8 năm 2010,TĐCS Đồng Tháp chuyển thành doanh nghiệp dưới mô hình Công ty TNHH nhiều thành viên[5].
- Tham gia giải Hạng nhất quốc gia 2010 có 5 câu lạc bộ không phải câu lạc bộ chuyên nghiệp. Trong đó,An Giang và Quảng Nam– Xuân Thành đang xúc tiến quá trình thành lập doanh nghiệp trong [6][7].Như vậy hi vọng sẽ có 10 câu lạc bộ chuyên nghiệp khi thời hạn 17:00 ngày 31 tháng 8 năm 2010 đến.
- Ngày 26 tháng 8 năm 2010, Lam Sơn Thanh Hóa đã hoàn tất thủ tục thành lập Công ty cổ phần Bóng đá Thanh Hoá [8].

### Kết quả lên xuống hạng
- Hà Nội ACB xếp hạng cao nhất giải Hạng nhất quốc gia 2010 được tham dự V-League 2011.
- Hải Nhân Tiền Giang xuống thi đấu ở giải Hạng nhì quốc gia 2011.
- Than Quảng Ninh sẽ thi đấy play-off với Navibank Sài Gòn.

## Tóm tắt giải đấu
- Thanh Hoá xin rút lui khỏi giải. Do đó Giải vô địch bóng đá hạng nhất Việt Nam 2010 chỉ còn 13 đội tham dự và chỉ có 1 suất xuống hạng khi giải kết thúc[12].
- SQC Bình Định:Công ty cổ phần Khoáng sản Sài Gòn-Quy Nhơn (SQC) thông báo thoái toàn bộ vốn khỏi câu lạc bộ vào quý II/2010[13].
- Ở lượt trận thứ 17 (ngày 03 tháng 7 năm 2010), trong trận đấu giữa TDC Bình Dương và Thành phố Hồ Chí Minh trên Sân Thống Nhất, ông Nguyễn Minh Dũng (Huấn luyện viên trưởng TDC Bình Dương) đã có hành vi phản ứng quyết định của trọng tài nên ông bị đình chỉ làm nhiệm vụ 3 trận kế tiếp[14].
- Ở lượt trận thứ 21 (ngày 24 tháng 7 năm 2010), trong trận đấu giữa Quảng Nam Xuân Thành và Xi măng Fico Tây Ninh trên Sân vận động Quảng Nam, cầu thủ Đào Thế Phong (24-Xi măng Fico Tây Ninh) đã có hành vi đe doạ trọng tài nên anh bị phạt 15 triệu đồng và treo giò 6 trận[15].
- Ngày 31 tháng 7 năm 2010, Hồ Trúc Giang (cựu cầu thủ Hải Nhân Tiền Giang) bị bắt [16] vì liên quan đến vụ bắt giữ người trái pháp luật. Từ đây cơ quan chức năng đang lần ra đường dây cá độ bóng đá liên tỉnh[17][18]
- Ngày 14 tháng 8 năm 2010:Hà Nội ACB chính thức giành chức vô địch Giải vô địch bóng đá hạng nhất Việt Nam 2010.

## Các đội bóng
| Câu lạc bộ            | Địa điểm              | Sân nhà                       | Sức chứa |
| --------------------- | --------------------- | ----------------------------- | -------- |
| An Giang              | Long Xuyên            | Sân vận động Long Xuyên       | 10,000   |
| SQC Bình Định         | Qui Nhơn              | Sân vận động Quy Nhơn         | 25,000   |
| TDC Bình Dương        | Thủ Dầu Một           | Sân vận động Gò Đậu           | 18,250   |
| XSKT Cần Thơ          | Cần Thơ               | Sân vận động Cần Thơ          | 50,000   |
| Đồng Nai Berjaya      | Biên Hòa              | Sân vận động Đồng Nai         | 5,000    |
| Hà Nội ACB            | Hà Nội                | Sân vận động Hàng Đẫy         | 22,500   |
| Thành phố Hồ Chí Minh | Thành phố Hồ Chí Minh | Sân vận động Thống Nhất       | 25,000   |
| Hải Nhân Tiền Giang   | Mỹ Tho                | Sân vận động Tiền Giang       | 10,000   |
| Huda Huế              | Huế                   | Sân vận động Tự Do            | 20,000   |
| Quảng Nam Xuân Thành  | Tam Kỳ                | Sân vận động Tam Kỳ           | 15,624   |
| Than Quảng Ninh       | Hạ Long               | Sân vận động Lam Sơn          | 5,000    |
| Tây Ninh              | Tây Ninh              | Sân vận động Tây Ninh         | 20,000   |
| Viettel               | Hà Nội                | Sân vận động Quốc gia Mỹ Đình | 22.500   |

### Thay đổi nhân sự
- Hải Nhân Tiền Giang:Ngày 15 tháng 3 năm 2010, huấn luyện viên trưởng Nguyễn Văn Thịnh từ chức, ông Đỗ Văn Minh được bầu làm huấn luyện viên trưởng thay thế ông Thịnh với 20/21 phiếu bầu[19].
- TDC Bình Dương:Ngày 15 tháng 3 năm 2010,ông Nguyễn Minh Dũng là huấn luyện viên trưởng thay ông Fernander, ông Đặng Trần Chỉnh thôi chức vụ giám đốc kỹ thuật[20].
- Thành phố Hồ Chí Minh:Ngày 21 tháng 4 năm 2010, ông Nguyễn Phúc Nguyên Chương thay ông Võ Hoàng Bửu làm huấn luyện viên trưởng[21].
- SQC Bình Định:Ông Phan Tôn Quyền thay thế ông Phan Ngọc Hùng làm huấn luyện viên trưởng kể từ lượt thứ 13 ngày 22 tháng 5 năm 2010[4].
- Quảng Nam-Xuân Thành:Kể từ lượt trận thứ 15 (ngày 5 tháng 6 năm 2010), ông Trần Vũ làm Giám đốc kỹ thuật, ông Jose Luis Lopes Costae Skiva là Huấn luyện viên trưởng thay thế ông Trần Vũ[22].
- SQC Bình Định:Ông Đặng Thái Dương làm phiên dịch viên kể từ ngày 29 tháng 5 năm 2010[22].
- Đồng Nai Berjaya:Ông Nguyễn Văn Dũng từ chức huấn luyện viên trưởng[23].Ông Trần Bình Sự sẽ làm huấn luyện viên trưởng thay ông Nguyễn Văn Dũng kể từ ngày 29 tháng 6 năm 2010[24].
- TDC Bình Dương: Ông Nguyễn Trọng Hanh là phó đoàn thay ông Nguyễn Thanh Tòng kể từ ngày 14 tháng 6 năm 2010[24].
- Hải Nhân Tiền Giang:Ông Lê Đình Chính làm giám đốc kỹ thuật, ông Phạm Văn Rạng làm huấn luyện viên trưởng thay thế ông Đỗ Văn Minh từ ngày 29 tháng 6 năm 2010[24].
- Xổ số kiến thiết Cần Thơ: huấn luyện viên Lư Đình Tuấn từ chức huấn luyện viên trưởng kể từ ngày 14 tháng 7 vì lý do sức khoẻ[25]. Ông Nguyễn Thanh Danh thay thế từ ngày 19 tháng 7 năm 2010[26].
- Thành phố Hồ Chí Minh:Kể từ lượt trận 21 (ngày 24 tháng 7 năm 2010), ông Lư Đình Tuấn làm huấn luyện viên trưởng, ông Nguyễn Phúc Nguyên Chương làm huấn luyện viên phó[27].
- Xổ số kiến thiết Cần Thơ:Ông Trương Hữu Nhã làm huấn luyện viên trưởng thay thế ông Nguyễn Thanh Danh kể từ lượt trận thứ 22 (ngày 31 tháng 7)[28].

### Cầu thủ ngoại binh
| Câu lạc bộ            | Cầu thủ 1                      | Cầu thủ 2                  | Cầu thủ 3                 | Cầu thủ nhập tịch        | Cầu thủ cũ                                                               |
| --------------------- | ------------------------------ | -------------------------- | ------------------------- | ------------------------ | ------------------------------------------------------------------------ |
| An Giang              | Amaobi Uzowuru Honest          | Cesar C.D. Melo Junior     | Ngoumou M.S. Zelateur     |                          | Alan Jose Da Rocha                                                       |
| SQC Bình Định         | Rodrigo Aparecido Toledo       | Ozottite Smart Ejife       | Cruz D. Jorgeluiz         |                          | Alain Michel                                                             |
| TDC Bình Dương        | Cokolic Ivica Hrvatsko         | Nkemi Arim Marcelin        | Robson D. De Lima         |                          | Charles Livingstone Mbabazi Abbey Ebenzer                                |
| XSKT Cần Thơ          | David Winters                  | Vergori Manuel             | Cavalcabue Leonardo Oscar |                          | Siankam Emako Ernest Rodrigo Desouza Fonseca Luiz Felipe Ferreira Moraes |
| Đồng Nai Berjaya      | Oluchukwu Anthony              | Yeboah Godfred             | Owusu Stephe              |                          |                                                                          |
| Hà Nội ACB            | Hassan Koeman Sesay            | Alejo Noe Gelatini         | Gajic Goran               |                          |                                                                          |
| Thành phố Hồ Chí Minh | Jackson Nogueira               | Badaracco Cristian Claudio | Bruno De Souza Barbosa    |                          | A.A. Jean Baptiste John Mario Antonio Romero                             |
| Hải Nhân Tiền Giang   | Cocchi Cersar Paolo            | Din A. Herve Alain         | Alejandro O.Insaurralde   |                          | Antonio Fernando Padilha                                                 |
| Huda Huế              | Flavio Luiz Neto Da Silva Cruz | Olivera Da Costa Edezio    | Okechukwu Onyema          |                          | Miguel Angel Basualdo                                                    |
| Quảng Nam Xuân Thành  | Rafael Rorigues Steve          | Obradovic Marco            | Barboza Eduardo           | Marcos Jeferson Valentim |                                                                          |
| Than Quảng Ninh       | Rafael Souza De Oliveira       | Nsi Amougou Ch. Jose       | Belibi Celestin Didier    |                          | Paulo Heriqte Casiano                                                    |
| Tây Ninh              | Mendez Diego Martin            | Everton Eriel Rocha        | Eric H Muranda            |                          | Joseilton Delfino Batista                                                |
| Viettel               | Obioma Kingsley Opara          | Clayton Bezerra Leite      | Ericfredy Zambonaii       |                          | Foday Abass Sillah                                                       |

## Bảng xếp hạng
| VT | Đội                     | ST | T  | H | B  | BT | BB | HS  | Đ  | Thăng hạng hoặc xuống hạng       |
| -- | ----------------------- | -- | -- | - | -- | -- | -- | --- | -- | -------------------------------- |
| 1  | Hà Nội ACB (C, P)       | 24 | 13 | 6 | 5  | 50 | 33 | +17 | 45 | Thăng hạng V.League 2011         |
| 2  | Than Quảng Ninh         | 24 | 12 | 7 | 5  | 38 | 27 | +11 | 43 | Playoff thăng hạng V.League 2011 |
| 3  | SQC Bình Định           | 24 | 12 | 4 | 8  | 44 | 32 | +12 | 40 |                                  |
| 4  | An Giang                | 24 | 11 | 6 | 7  | 35 | 28 | +7  | 39 |                                  |
| 5  | Quảng Nam Xuân Thành    | 24 | 11 | 5 | 8  | 28 | 22 | +6  | 38 |                                  |
| 6  | XSKT Cần Thơ            | 24 | 8  | 9 | 7  | 27 | 28 | −1  | 33 |                                  |
| 7  | TDC Bình Dương          | 24 | 8  | 5 | 11 | 35 | 37 | −2  | 29 |                                  |
| 8  | Tây Ninh                | 24 | 7  | 8 | 9  | 39 | 51 | −12 | 29 |                                  |
| 9  | Viettel                 | 24 | 7  | 6 | 11 | 36 | 43 | −7  | 27 |                                  |
| 10 | Thành phố Hồ Chí Minh   | 24 | 7  | 6 | 11 | 28 | 42 | −14 | 27 |                                  |
| 11 | Huda Huế                | 24 | 7  | 6 | 11 | 27 | 38 | −11 | 27 |                                  |
| 12 | Đồng Nai Berjaya        | 24 | 6  | 8 | 10 | 27 | 31 | −4  | 26 |                                  |
| 13 | Hải Nhân Tiền Giang (R) | 24 | 8  | 2 | 14 | 31 | 33 | −2  | 26 | Xuống hạng Giải hạng nhì 2011    |

## Lịch thi đấu và kết quả chi tiết
| Nhà \ Khách[1]       | AGI | TBD | SBĐ | XCT | ĐNB | ACB | HTG | HCM | HHU | QNX | TNI | TQN | VIE |
| An Giang             |     | 3–2 | 0–3 | 0–0 | 1–0 | 1–1 | 1–1 | 2–1 | 3–0 | 1–0 | 2–2 | 0–2 | 2–1 |
| TDC Bình Dương       | 2–0 |     | 2–1 | 2–2 | 2–3 | 2–2 | 1–0 | 0–2 | 0–1 | 0–1 | 2–1 | 6–2 | 2–0 |
| SQC Bình Định        | 1–0 | 1–0 |     | 3–1 | 1–1 | 1–2 | 1–4 | 6–1 | 1–0 | 2–1 | 3–1 | 0–1 | 6–3 |
| XSKT Cần Thơ         | 0–0 | 0–0 | 2–3 |     | 1–0 | 3–0 | 0–1 | 4–2 | 1–0 | 0–2 | 1–1 | 1–1 | 1–1 |
| Đồng Nai Berjaya     | 2–2 | 0–1 | 1–1 | 2–1 |     | 1–3 | 2–0 | 1–0 | 1–1 | 0–0 | 4–2 | 1–1 | 4–0 |
| Hà Nội ACB           | 2–1 | 1–1 | 1–0 | 2–1 | 3–1 |     | 1–1 | 6–0 | 3–2 | 4–0 | 5–0 | 0–0 | 1–1 |
| Hải Nhân Tiền Giang  | 2–3 | 1–2 | 2–0 | 0–1 | 1–0 | 1–2 |     | 2–1 | 4–0 | 1–2 | 3–1 | 3–0 | 0–2 |
| TP Hồ Chí Minh       | 2–1 | 3–3 | 2–1 | 1–1 | 1–1 | 2–1 | 1–0 |     | 2–0 | 3–3 | 2–2 | 0–1 | 0–2 |
| Huda Huế             | 0–1 | 3–0 | 2–4 | 1–1 | 1–0 | 3–2 | 2–1 | 0–0 |     | 0–0 | 5–3 | 2–1 | 1–1 |
| Quảng Nam Xuân Thành | 0–1 | 3–2 | 1–0 | 1–2 | 3–1 | 3–1 | 1–0 | 2–0 | 0–0 |     | 0–0 | 1–0 | 0–1 |
| Tây Ninh             | 0–6 | 2–1 | 3–3 | 0–1 | 2–1 | 1–3 | 4–0 | 2–1 | 2–1 | 2–0 |     | 3–3 | 2–2 |
| Than Quảng Ninh      | 2–0 | 2–1 | 1–1 | 4–0 | 3–0 | 2–3 | 1–0 | 1–0 | 3–1 | 1–0 | 1–1 |     | 2–2 |
| Viettel              | 1–3 | 3–1 | 1–2 | 1–2 | 1–1 | 5–1 | 4–3 | 0–1 | 4–1 | 0–3 | 0–2 | 0–2 |     |

Nguồn: Vietnamese First Division
1 ^ Đội chủ nhà được liệt kê ở cột bên tay trái.
Màu sắc: Xanh = Chủ nhà thắng; Vàng = Hòa; Đỏ = Đội khách thắng.

### Trận tranh vé vớt
Giữa đội xếp thứ cao thứ 2 giải Hạng nhất quốc gia 2010 và đội xếp thấp nhất của V-League 2010 để chọn đội giành quyền tham dự V-League 2011.
Tóm tắt trận đấu
| Than Quảng Ninh | 0 – 2    | Navibank Sài Gòn                              |
| --------------- | -------- | --------------------------------------------- |
|                 | Chi tiết | Nguyễn Văn Khải 61' · Leandro De Oliveira 66' |

| Than Quảng Ninh | Navibank Sài Gòn |

| THAN QUẢNG NINH:        |  |
|                         |  |
|                         |  |
| Vào thay người:         |  |
|                         |  |
| Huấn luyện viên trưởng: |  |
| Đinh Cao Nghĩa          |  |

| NAVIBANK SÀI GÒN:       |  |
|                         |  |
|                         |  |
| Vào thay người:         |  |
|                         |  |
| Huấn luyện viên trưởng: |  |
| Mai Đức Chung           |  |

| Cầu thủ xuất sắc nhất trận Nguyễn Văn Khải Trợ lý trọng tài: Nguyễn Ngọc Hà Nguyễn Phong Vũ Trọng tài bàn: Trần Công Trọng |